# Kanton Juniville
Der Kanton Juniville war bis 2015 ein französischer Wahlkreis im Arrondissement Rethel, im Département Ardennes und in der Region Champagne-Ardenne; sein Hauptort (frz.: chef-lieu) war Juniville. Die landesweiten Änderungen in der Zusammensetzung der Kantone brachten im März 2015 seine Auflösung. Vertreter im Generalrat des Départements war zuletzt Jean Verzeaux. 
Der Kanton Juniville war 210,05 km² groß und hatte 5337 Einwohner (Stand: 2012).

## Gemeinden
| Gemeinde                    | Einwohner (Stand: 2022) | Code postal | Code Insee |
| --------------------------- | ----------------------- | ----------- | ---------- |
| Alincourt                   | 161                     | 08310       | 08005      |
| Annelles                    | 130                     | 08310       | 08014      |
| Aussonce                    | 232                     | 08310       | 08032      |
| Bignicourt                  | 66                      | 08310       | 08066      |
| Le Châtelet-sur-Retourne    | 775                     | 08300       | 08111      |
| Juniville                   | 1232                    | 08310       | 08239      |
| Ménil-Annelles              | 102                     | 08310       | 08286      |
| Ménil-Lépinois              | 144                     | 08310       | 08287      |
| Neuflize                    | 850                     | 08300       | 08314      |
| La Neuville-en-Tourne-à-Fuy | 531                     | 08310       | 08320      |
| Perthes                     | 303                     | 08300       | 08339      |
| Tagnon                      | 892                     | 08300       | 08435      |
| Ville-sur-Retourne          | 73                      | 08310       | 08484      |

## Bevölkerungsentwicklung
| 1962 | 1968 | 1975 | 1982 | 1990 | 1999 | 2012 |
| ---- | ---- | ---- | ---- | ---- | ---- | ---- |
| 3899 | 4175 | 3848 | 3885 | 4128 | 4079 | 5337 |